# Jacob Tullin Thams
Jacob Tullin Thams, norveški smučarski skakalec, * 7. april 1898, Oslo, Norveška, † 27. julij 1954, Oslo.
Thams je nastopil na dveh Zimskih olimpijskih igrah, v letih 1924 v Chamonixu, kjer je postal prvi olimpijski prvak v smučarskih skokih, in 1928 v . Na 1950 v St. Moritzu, kjer je bil osemindvajseti. Na 1926 v Lahtiju je osvojil naslov svetovnega prvaka.
Na Poletnih olimpijskih igrah 1936 v Berlinu je nastopil v jadranju z 8-metrskimi jadrnicami in osvojil srebrno medaljo. S tem je postal tretji športnik z medaljami z zimskih in poletnih olimpijskih iger.